# Teodor d'Amasia
|  | Per a altres significats, vegeu «Sant Teodor d'Amasia». |

Teodor d'Amasia, en llatí Theodorus, en grec antic Θεόδωρος, va ser un bisbe i escriptor romà d'Orient. Va ser bisbe d'Amasya i se li atribueixen dues obres:
- Explicatio ad Ecclesiastem et Canticum Canticorum
- Dogmatica Panoplia adversus Judaeos, Armenios et Saracenos

La signatura d'un bisbe d'Amasia de nom Teodor apareix el 553 a les actes del concili general d'aquell any, però com que l'obra de Teodor parla dels musulmans, és evident que s'ha de tractar d'un bisbe del mateix nom en temps posteriors. Cap altre bisbe d'Amasia conegut porta el nom de Teodor.